# Miyana dohertyi
Miyana dohertyi är en fjärilsart som beskrevs av Holland 1891. Miyana dohertyi ingår i släktet Miyana och familjen praktfjärilar. Inga underarter finns listade i Catalogue of Life.